# Dasyvalgus angusticollis
Dasyvalgus angusticollis är en skalbaggsart som beskrevs av Waterhouse 1875. Dasyvalgus angusticollis ingår i släktet Dasyvalgus och familjen Cetoniidae. Utöver nominatformen finns också underarten D. a. maedai.